# شيمشون أميتسور
شيمشون أميتسور (بالعبرية: שמשון אברהם עמיצור) (26 أغسطس 1921 – 5 سبتمبر 1994) عالم رياضيات إسرائيلي.
اشتهر بعمله في نظرية الحلقات وخاصة في حلقات المعادلات متعددة الحدود، وهي فرع من الجبر التجريدي.

## حياته
ولد أميتسور في القدس، ودرس في الجامعة العبرية تحت إشراف يعقوب ليفيتسكي. وتقطعت دراساته أولا بسبب الحرب العالمية الثانية، ثم بسبب الحرب العربية الإسرائيلية في عام 1948. حصل على درجة الماجستير في العلوم في عام 1946، ودرجة الدكتوراه في عام 1950.
وحصل على جائزة إسرائيل في العلوم الدقيقة عام 1953، بالاشتراك مع يعقوب ليفيتسكي.
وعمل في الجامعة العبرية حتى تقاعده عام 1989. وكان أستاذا زائرا في معهد الدراسات المتقدمة من عام 1952 إلى 1954. وكان متحدثا مدعوا في المؤتمر الدولي للرياضيات في نيس عام 1970. وكان عضوا في الأكاديمية الإسرائيلية للعلوم، حيث رأس قسم العلوم التجريبية. وكان أحد المحررين المؤسسين لصحيفة إسرائيل للرياضيات، والمحرر الرياضياتي في الموسوعة العبرية. وتلقى أميتسور عددا من الجوائز منها الدكتوراه الفخرية من جامعة بن غوريون في عام 1990.
وكان من تلاميذه أبينوعام مان، أميتاي رغيف، إيلياهو ريبس، أنير شاليف.

## جوائز
حصل على جائزة إسرائيل في مجال العلوم الدقيقة عام 1953، وكانت أول سنة تمنح فيها تلك الجائزة وهي أرفع جائزة تمنحها دولة إسرائيل.